# Xenentodon cancila
Xenentodon cancila е вид лъчеперка от семейство Belonidae. Видът не е застрашен от изчезване.

## Разпространение и местообитание
Разпространен е в Бангладеш, Индия (Аруначал Прадеш, Асам, Бихар, Мегхалая, Нагаланд, Ориса, Трипура и Утаракханд), Мианмар, Непал, Пакистан, Тайланд и Шри Ланка.
Обитава сладководни и полусолени басейни, морета, реки и потоци.

## Описание
На дължина достигат до 40 cm.